# Léto s gentlemanem
Léto s gentlemanem je česká romantická komedie z roku 2019 režiséra Jiřího Adamce.

## Děj
Anna je se svým manželem Slávkem již dlouhá léta a jejich vztah stále více upadá. Každé léto spolu tráví na chatě ve vesnici několik kilometrů od Prahy. Vůbec spolu netráví čas a každý se věnuje svým aktivitám a přátelům. Jednoho dne se ve vesnici objeví postarší elegantní správce místního zámku Artur. Anna s ním postupně začíná trávit více času, a tak se stane, že k sobě začínají něco cítit.

## Obsazení
- Jaromír Hanzlík jako Artur
- Alena Antalová jako Anna
- Igor Bareš jako Annin manžel Slávek
- Mariana Franclová jako Verunka
- Tobiáš Freja jako Marek
- Lucie Vondráčková jako Lenka
- Miroslav Šimůnek jako Roman
- Tereza Kostková jako Klára
- Dana Batulková jako Jitka
- Yvetta Blanarovičová jako Zuzana
- Petra Jungmanová jako Kateřina
- Miroslav Etzler jako majitel zámku
- Ivana Chýlková jako manželka majitele zámku
- Lumír Olšovský jako právník
- Barbora Mottlová jako milenka
- Martin Kraus jako předseda chatařů

## Lokace
Film se převážně natáčel v Kamýku nad Vltavou a na Svaté Hoře.

## Kritika
Snímek byl hodnocen převážně kriticky a nedočkal se dobrého ohodnocení.